# Средно-Градиште
Сре́дно-Гради́ште (болг. Средно градище) — село в Старозагорській області Болгарії. Входить до складу общини Чирпан.

## Населення
За даними перепису населення 2011 року у селі проживали 187 осіб, з них 176 осіб (99,4%) — болгари.
Розподіл населення за віком у 2011 році:
Динаміка населення: